# Archive Collection Volume I
Archive Collection I è una compilation del musicista Anthony Phillips, pubblicata nel 1998.

## Tracce
Testi e musiche di Anthony Phillips, eccetto dove diversamente indicato.
1. Back to Pluto – 0:30
2. Promenade (alternate) – 3:44
3. Take this heart (demo) – 4:19
4. Beside the waters edge (demo) – 3:45
5. The geese & the ghose (kiddies mix) – 2:00 (Anthony Phillips, Mike Rutherford)
6. Which way the wind blows (alternate) – 2:36 (Anthony Phillips, Mike Rutherford)
7. Rowey song – 4:11
8. Lucy will (demo) – 3:05
9. God if I saw her now (demo) – 3:35
10. In memoriam ad (demo) – 3:23
11. Hunt song (demo) – 6:53
12. Rule Britannia closing theme – 1:10
13. Exocet (instrumental mix) – 3:10
14. Study in G – 3:52
15. Holy deadlock (vocal mix) – 0:53
16. Catch you when you fall – 3:15
17. F Sharp (demo) – 2:47 (Mike Rutherford, Anthony Phillips)
18. The geese & the ghost (demo) – 6:38 (Anthony Phillips, Mike Rutherford)
19. F Sharp 2 (demo) – 4:45 (Mike Rutherford, Anthony Phillips)
20. Rowey reprise – 1:19
21. Slow dance (single demo) – 2:42
22. The burnt-out cattle truck hits the road – 0:18
23. The women were watching (instrumental mix) – 5:20